# Montcuq-en-Quercy-Blanc
Montcuq-en-Quercy-Blanc é uma comuna francesa na região administrativa da Occitânia, no departamento de Lot. Estende-se por uma área de 78.23 km², e possui 1.739 habitantes, segundo o censo de 2018, com uma densidade de 22 hab/km².
Foi criada, em 1 de janeiro de 2016, a partir da fusão das antigas comunas de Montcuq, Belmontet, Lebreil, Sainte-Croix e Valprionde.